# Zeta Sagittae
Zeta Sagittae (8 Sagittae) é uma estrela na direção da constelação de Sagitta. Possui uma ascensão reta de 19h 48m 58.65s e uma declinação de +19° 08′ 31.1″. Sua magnitude aparente é igual a 5.01. Considerando sua distância de 326 anos-luz em relação à Terra, sua magnitude absoluta é igual a 0.01. Pertence à classe espectral A3V.